# José María Aguilar
José María Aguilar Porrás (* 7. Mai 1891 in Montevideo; † 21. Dezember 1951 in Buenos Aires), bekannt als Indio, war ein uruguayischer Sänger, Gitarrist und Komponist.

## Leben und Wirken
Aguilar studierte gemeinsam mit seinem Bruder Francisco Mauro Musik am Instituto Verdi. Mit diesem und ihrem Vater, nach der Heirat des Bruder mit dem Vater allein bis zu dessen Tod tourte er durch Uruguay. Mario Pardo holte ihn nach Buenos Aires, wo das Duo am Teatro Empire debütierte. Er spielte auch einige Aufnahmen mit Pardo ein. Nachdem er Ignacio Corsini bei einigen Aufnahmen beim Label Odeon begleitet hatte, engagierte ihn 1923 das Label Victor als Solist und Begleiter seiner Sänger. Hier nahm er u. a. die Tangos Ida y vuelta, El abrojal und El gran técnico auf. Zur gleichen Zeit trat er auch als klassischer Gitarrist hervor; Manuel de Fallas Trozos de los manuscritos nahm er auf Schallplatte auf.
Anfang 1924 trat Aguilar am Teatro Porteño mit dem Sängerduo Monsalve Copello und Fernando Nunziata und dem Gitarristen Rafael Iriarte auf, im März des gleichen Jahres in Montevideo mit der Gruppe Los incógnitos (mit Luis Viapiana, Carlos Bértola, Ítalo Goyeche und seinem jüngeren Bruder Froilán Aguilar). Nach ihrer Rückkehr nach Buenos Aires begleiteten er und Froilán an den Theatern Empire und Maipo die Sängerinnen Rosita Quiroga und Rosita Del Carril.  
Mitte 1928 engagierte ihn Carlos Gardel neben José Ricard und Guillermo Barbieri als Begleiter für eine Europatournee. Zwischen 1931 und 1934 arbeitete Aguilar unter anderem mit Teófilo Ibáñez, Armando Barbé, Juan Patti und Adhelma Falcón zusammen. 1934 engagierte ihn Gardel erneut für eine Tournee. Diese fand ein abruptes Ende, als Gardel im Juni 1935 bei einem Flugzeugunglück ums Leben kam. Aguilar überlebte den Unfall verletzt, konnte aber nicht mehr Gitarre spielen. Er kehrte nach Buenos Aires zurück, unterrichtete dort Gitarre und förderte junge Sänger. 1951 brach er sich bei einem Verkehrsunfall ein Bein und starb bei dem darauf folgenden Krankenhausaufenthalt an einer Lungenödem.
Aguilar komponierte mehr als 70 Werke, darunter die Tangos Tengo miedo, Cuando me entrés a fallar, Flor campera (mit Juan Pedro López) und Al mundo le falta un tornillo, die Walzer Manuelita (mit José Macías Jr.), Aromas del Cairo, Mala suerte und Cuando miran tus ojos, den Samba Las madreselvas und den Estilo Ofrenda gaucha.